# Porte Nointel
La Porte Nointel est l'un des vestiges des remparts de la ville de Clermont-en-Beauvaisis, dans l'Oise. Cette porte de ville fait l’objet d’un classement au titre des monuments historiques depuis le 22 mars 1937.
Elle est construite au XIVe siècle, lors de la construction des fortifications de la ville. Il ne reste aujourd'hui que l'arcade inférieure.
Elle permettait au Moyen Âge le passage vers le faubourg du pont-de-pierre, Compiègne et Nointel (origine du nom).

## Présentation
La porte Nointel est située dans la rue du même nom, entre l'Église Saint-Samson et le parc du châtellier.

### Histoire
La porte Nointel fut construite au début du XIVe siècle, lors de la construction des premières fortifications du bourg de Clermont (Oise) sous l'ordre de Charles IV Le Bel.
Elle est désignée dans le dénombrement de 1373 sous le nom de « cauchie de Warty » (Fitz-James). Une partie est reconstruite au XVIe siècle, comme on peut le voir sur une gravure de Syvestre, exécutée en 1656. De ses deux étages il ne reste que l'arcade inférieure. Au début du XIXe siècle, la porte était surmontée d'un petit bâtiment qui dut disparaître quelques années après. Elle conduisait à Pont-Sainte-Maxence et Compiègne, par le faubourg du Pont-de-Pierre. En 1882, la municipalité fit restaurer la porte et la dégagea des plantations qui s'y étaient développées. Après de longues délibérations entre le maire et le propriétaire voisin, le monument resta définitivement propriété de la ville.

### Description Architecturale
Il ne reste de la porte Nointel qu'une voûte en arc de tiers point et une grande archère de part et d'autre. Il semble qu'il y ait eu des transformations, car le larmier qui court à mi-hauteur est caractéristique du gothique flamboyant. Au Moyen Âge, la porte possédait une herse, un pont-levis et deux étages disparus au XIXe siècle. Sous ses archères, on peut voir des vestiges de la première collégiale, bases des piliers et chapiteaux découverts en 1828, au cours des travaux réalisés pour l'agrandissement du Parc du Châtellier vers le cimetière. On peut également voir d'autres restes de la collégiale dans la salle des pas-perdus de l'Hôtel de ville.

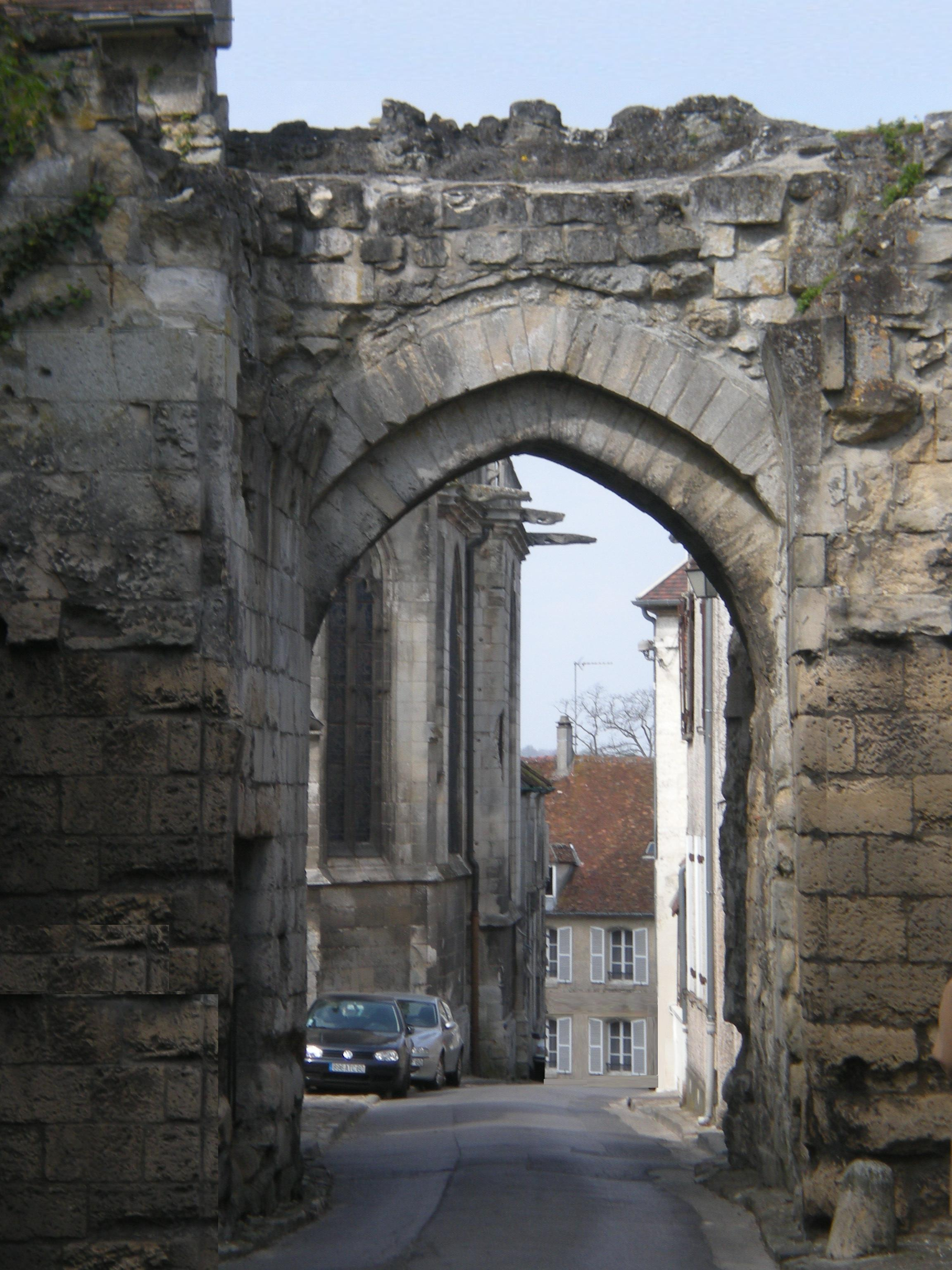
La porte Nointel et l'église Saint-Samson
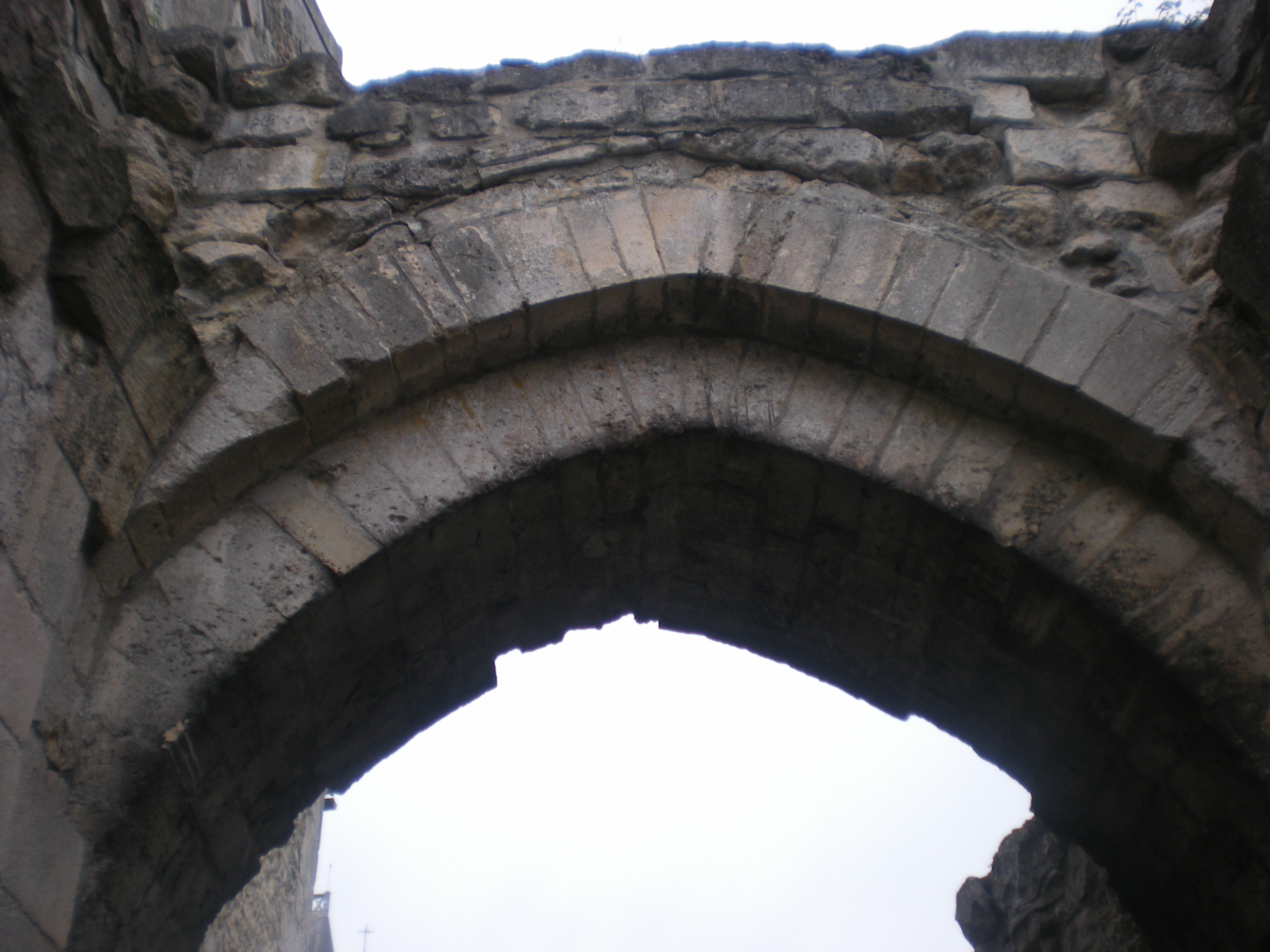
L'arche inférieure
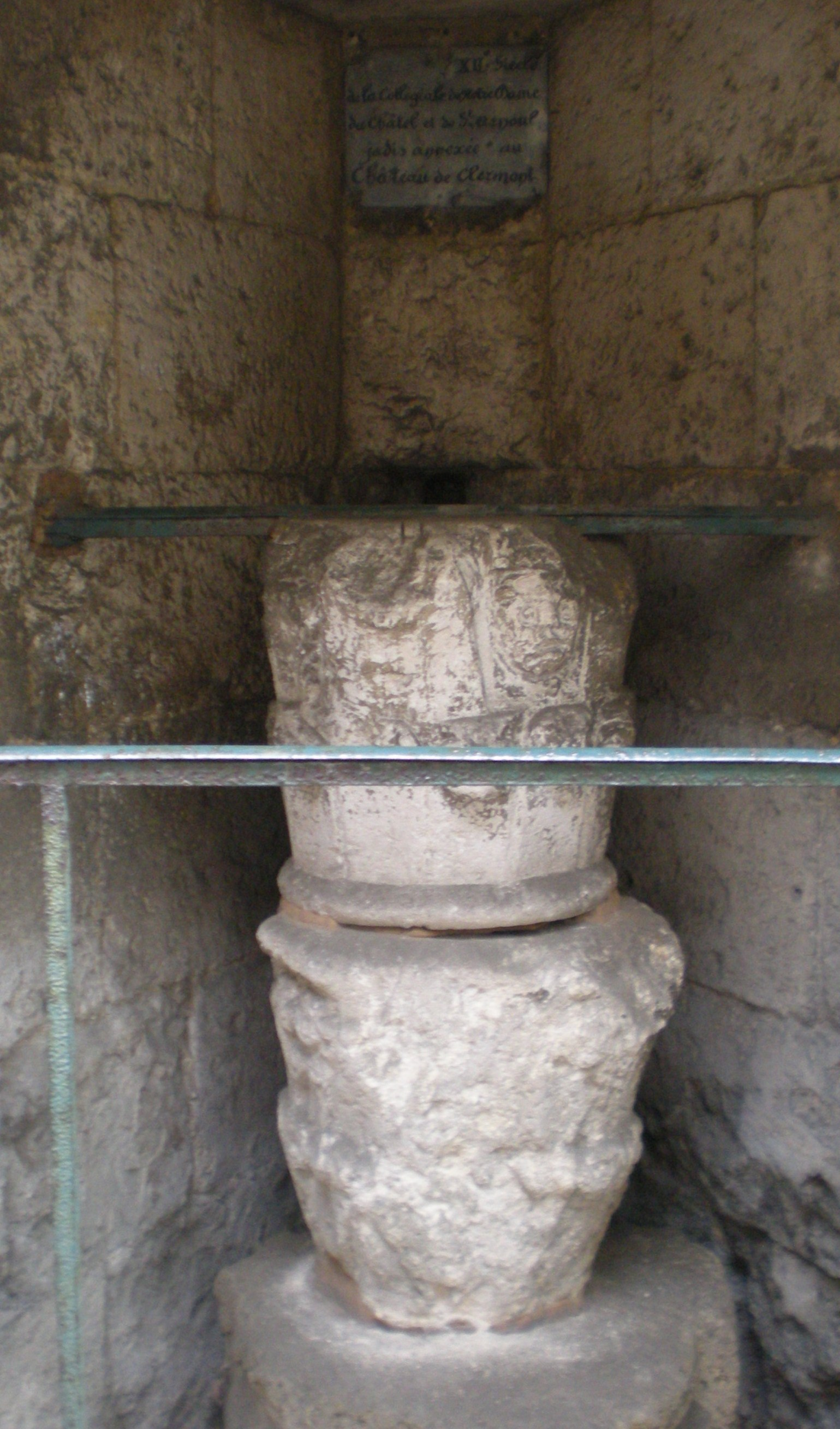
Reste de la collégiale
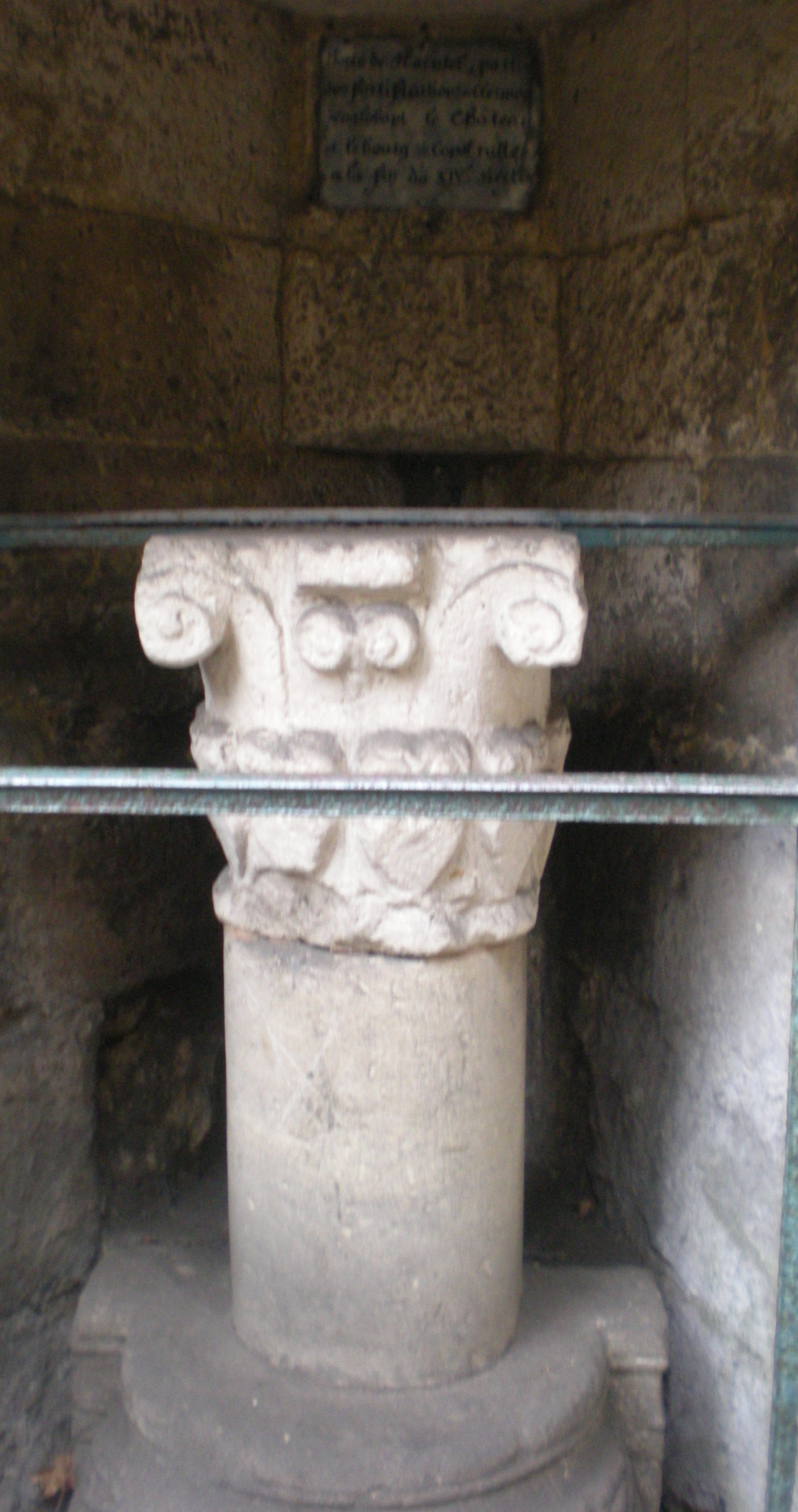
Reste de la collégiale
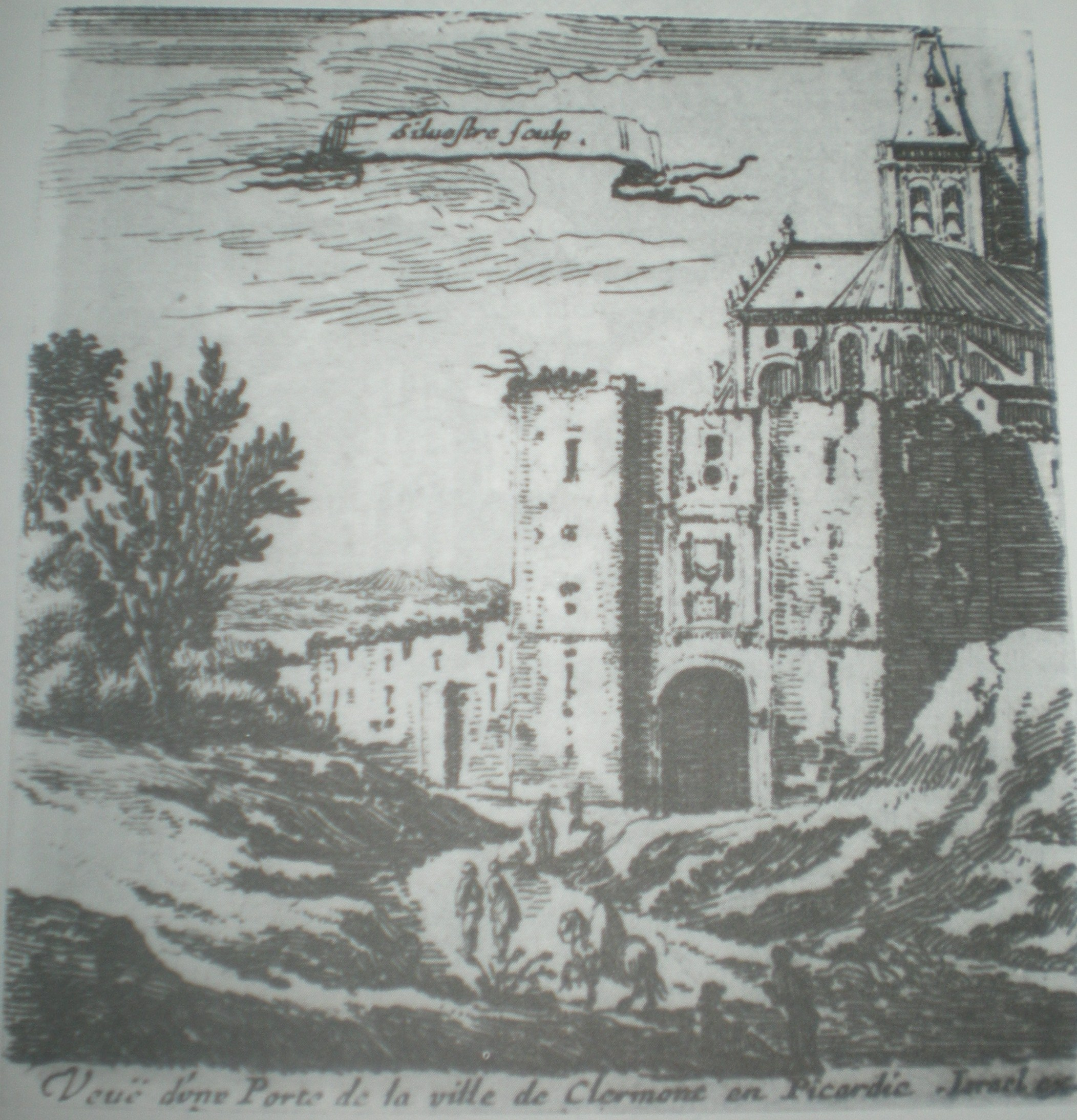
La Porte Nointel au Moyen Âge, avec l'église Saint-Samson en arrière-plan